# Большие Изори (Ленинградская область)
Большие Изори — деревня в Заклинском сельском поселении Лужского района Ленинградской области.

## История
Впервые упоминается в писцовой книге Водской пятины 1500 года, как деревня Изори над Белым озером в Никольском Бутковском погосте Новгородского уезда.
Как две смежные деревни Большие Изари и Малые Изари она обозначена на карте Санкт-Петербургской губернии Ф. Ф. Шуберта 1834 года.

ИЗОРИ БОЛЬШИЕ — деревня принадлежит капитан-лейтенанту Селиванову, число жителей по ревизии: 33 м. п., 31 ж. п.

ИЗОРИ МАЛЫЕ — деревня принадлежит капитан-лейтенанту Селиванову, число жителей по ревизии: 29 м. п., 34 ж. п. (1838 год)

Как деревни Большие Изари и Малые Изари они отмечены на карте профессора С. С. Куторги 1852 года.

ИЗОРЫ БОЛЬШИЕ — деревня господина Селиванова, по просёлочной дороге, число дворов — 15, число душ — 50 м. п.

ИЗОРЫ МАЛЫЕ — деревня господина Селиванова, по просёлочной дороге, число дворов — 5, число душ — 20 м. п. (1856 год)

ИЗОРИ БОЛЬШИЕ (ИЗОРИ) — деревня владельческая при озере Глухом, число дворов — 19, число жителей: 67 м. п., 58 ж. п.; Часовня православная.

ИЗОРИ БОЛЬШИЕ (ИЗОРИ) — деревня и мыза владельческие при озере Глухом, число дворов — 5, число жителей: 17 м. п., 15 ж. п. (1862 год)

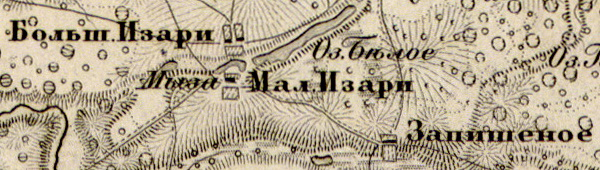
Деревня Большие Изори на карте 1863 года

Согласно карте из «Исторического атласа Санкт-Петербургской Губернии» 1863 года на месте современной деревни находились две смежные деревни Большие Изори и Малые Изори и мыза.
В 1869 году часть временнообязанных крестьян деревни Большие Изори выкупили свои земельные наделы у С. А. Селиванова и стали собственниками земли.
В 1882—1883 годах другая часть временнообязанных крестьян выкупила свои земельные наделы у С. А. Селиванова.
В XIX — начале XX века деревня административно относилась к Перечицкой волости 1-го земского участка 1-го стана Лужского уезда Санкт-Петербургской губернии.
По данным «Памятной книжки Санкт-Петербургской губернии» за 1905 год деревни Большие Изори и Малые Изори, а также посёлки Большие Изори и Малые Изори, входили в Изорское сельское общество. Земли в имении Изори принадлежали: дворянину Александру Александровичу Кобылину — 182 десятины и дворянину Николаю Васильевичу Лангвагену — 56 десятин.
С 1917 по 1923 год деревни находились в составе Изорского сельсовета Перечицкой волости Лужского уезда.
С 1923 года, в составе Толмачёвской волости.
С 1924 года, в составе Калищенского сельсовета.
По данным 1933 года деревни Большие Изори и Малые Изори входили в состав Калищенского сельсовета Лужского района. Общая деревня под названием Изори, являлась административным центром Калищенского сельсовета в который входили 10 населённых пунктов: деревни Большие Изори, Запишенье, Затуленье, Коленцево, Малые Изори, Павшино, посёлки Калищи, Каменка, Путятино, Шевино, общей численностью населения 1409 человек.
По данным 1936 года в состав Калищенского сельсовета с центром в деревне Изори входили 7 населённых пунктов, 210 хозяйств и 6 колхозов.
C 1 августа 1941 года по 31 января 1944 года деревни находились в оккупации.
В 1958 году население деревни Большие Изори составляло 83 человека.
По данным 1966 года деревня Большие Изори также входила в состав Калищенского сельсовета.
По данным 1973 и 1990 годов года деревня Большие Изори входила в состав Каменского сельсовета.
По данным 1997 года в деревне Большие Изори Каменской волости проживали 14 человек, в 2002 году — 30 человек (все русские).
В 2007 году в деревне Большие Изори Заклинского СП проживали 7 человек.

## География
Деревня расположена в восточной части района к северу от автодороги 41А-004 (Павлово — Мга — Луга).
Расстояние до административного центра поселения — 31 км.
Расстояние до ближайшей железнодорожной станции Толмачёво — 15 км.
Деревня находится на северном берегу Белого озера и по берегам Изорского озера.

## Демография
| 1838 | 1862 | 1958 | 1997 | 2007 | 2010 | 2017 |
| ---- | ---- | ---- | ---- | ---- | ---- | ---- |
| 127  | ↗157 | ↘83  | ↘14  | ↘7   | ↗24  | ↘7   |

## Улицы
Новосёлов, Парковая, Центральная.